# Mohammad al-Bashir
Moḥammad al-Bashīr (in arabo محمد البشير‎?; Jabal al-Zawiya, 1983) è un politico e ingegnere siriano, Ministro dell'energia della Siria dal 29 marzo 2025, già Primo ministro ad interim dal 9 dicembre 2024 al 29 marzo 2025 e fino al giorno precedente alla guida del governo di transizione siriano.

## Biografia

### Giovinezza ed educazione
È nato nel 1983 a Jabal al-Zāwiya, nel governatorato di Idlib. 
Nel 2007 si è laureato in ingegneria elettronica presso l'Università di Aleppo. Ha poi lavorato fino al 2011 per la Syrian Gas Company come dirigente di un impianto. 
Nel 2021 ha conseguito una laurea in Sharīʿa e Giurisprudenza presso l'Università di Idlib, conseguendo inoltre un attestato in Public Administration.

### Carriera politica
Successivamente, tra il 2022 e il 2023, è stato ministro dello Sviluppo e degli Affari umanitari nel governo guidato da ʿAlī ʿAbd al-Raḥmān Kedā. 
Nel gennaio 2024, al-Bashīr è stato nominato Primo ministro del Governo di Salvezza Siriano dal Consiglio della Shura. La sua agenda politica si è distinta per un impegno verso la modernizzazione amministrativa, concentrandosi sull'e-government e sull'automazione governativa. Ha anche promosso una politica fiscale favorevole, riducendo le tasse immobiliari, riformando le normative urbanistiche e avviando un ampliamento del piano regolatore della città di Idlib.
Il 9 dicembre 2024 è stato nominato capo del Governo di transizione siriano dopo la deposizione di Baššār al-Asad, avvenuta il giorno precedente.